# La musique est dangereuse
La musique est dangereuse je djelo Paula Nougéa objavljeno 1946. pod naslovom La Conférence de Charleroi. 
Ova zbirka tekstova koju je prikupio i uredio Nougéov prijatelj Robert Wangermée govori o glazbi kao o povlaštenom sredstvu izražavanja. Zbirka je ponovno objavljena 2001. godine pod nazivom La musique est dangereuse (hrv. Glazba je opasna) u izdanju Didier Devilleza u Bruxellesu.

## Tematika
Tekst na kojemu se temelji ova knjiga jeste Charleroi Lecture, koji je nastao u siječnju 1929. kao inspiracija za predavanje o glazbi održano na koncertu Andréa Sourisa uz izložbu Renéa Magritta. Inspiriran idejom o suradnji glazbenika i pisaca, Nougé se u ovom revolucionarnom djelu bavi istraživanjem igre zvukova i riječi. Sedamnaest godina kasnije (1946.), isti je objavljen u časopisu View naslovljen  La Conférence de Charleroi (eng. Music is dangerous). Tijekom konferencije održane 1929. godine, Nougé je izjavio kako je uvjeren da glazba, kao i drugi oblici umjetnosti, može promijeniti
svijet. Da bi se time mogao služiti, glazbenik istoga mora biti svjestan. Ovaj događaj imao je veliku važnost za povijest nadrealizma u Belgiji.
Iako prije svega posvećen glazbi, Nougé u ovom djelu naglašava i svoju teoriju estetike. Odbacuje ograničenja modernizma i formalizma te diktaturu politike, kako bi skrenuo pozornost na moć umjetnosti koja nas kroz transformacijsku sposobnost jezika oslobađa.

## Citati
«Tradicija mi nalaže da pohvalim glazbena djela koja slijede. Ja ipak čvrsto vjerujem da neću pogriješiti ugrozim li ovu tradiciju. Smatram da si na taj način uskraćujem neke pogodnosti. Iskustvo je pokazalo da često veoma lako prihvaćamo divljenje lirskim opisima, jednako kao što uživamo u snažnim izljevima prezira i mržnje. Namjerno odbijam pohvaliti vam ono što mi se sviđa, kao i ocrniti ono što mi se ne sviđa. Nemam vam, međutim, ništa za reći o Hindemithu, Shoenbergu i Stravinskom. Ali, glazba postavlja velika pitanja. Čini mi se da je dovoljno ozbiljno sagledati ta pitanja i, kako nam ne bi pobjegla, prići im s objektivnoga stajališta. Pitanje hoću li vam biti zabavno i hoće li vam se svidjeti, u ovom slučaju je neumjesno. Ne ću se bojati insistirati na nekim stvarima koje naizgled ne treba spominjati. Čini se kao da najvažnije stvari nikada ne treba spominjati. Zbog toga sam primoran zamoliti vas za istinsku pozornost. Štoviše, zamolio bih vas za suradnju. Nadam se da mi nećete zamjeriti, i da ćete mi, kako god ispalo, oprostiti što sam procijenio da je ova tema vrijedna pažnje...» (Prijevod izvornika)